# سدریک الکساندر
سدریک الکساندر (انگلیسی: Cedric Alexander؛ زادهٔ ۱۶ اوت ۱۹۸۹) کشتی‌گیر کشتی حرفه‌ای اهل ایالات متحده آمریکا است.